# Nuxia
Nuxia é um género botânico pertencente à família Stilbaceae. Tradicionalmente este gênero era classificado na família das Scrophulariaceae.

## Sinonímia
Lachnopylis Hochst.

### Espécies
Composto por 55 espécies:
Nuxia allorgeorum Nuxia ambrensis Nuxia angolensis
Nuxia annobonensis Nuxia autunesii Nuxia brachyphylla
Nuxia brachyscypha Nuxia breviflora Nuxia capitata
Nuxia chapelieri Nuxia congesta Nuxia coriacea
Nuxia corrugata Nuxia decaryi Nuxia dekindtiana
Nuxia dentata Nuxia dysophylla Nuxia elata
Nuxia emarginata Nuxia floribunda Nuxia gilletii
Nuxia glomerulata Nuxia goetzeana Nuxia gracilis
Nuxia holstii Nuxia humberti Nuxia involucrata
Nuxia isaloensis Nuxia keniensis Nuxia latifolia
Nuxia lobulata Nuxia mannii Nuxia neurophylla
Nuxia odorata Nuxia oppositifolia Nuxia platyphylla
Nuxia polyantha Nuxia polycephala Nuxia pseudodentata
Nuxia pubescens Nuxia rupicola Nuxia saligna
Nuxia sambesina Nuxia sambiranensis Nuxia schlechteri
Nuxia siebenlistii Nuxia sphaerocephala Nuxia subcoriacea
Nuxia terminalioides Nuxia tomentella Nuxia tomentosa
Nuxia usambarensis Nuxia verticillata Nuxia viscosa
Nuxia volkensii

## Nome e referências
Nuxia Comm. ex Lam.